# Antoni Łyko
Antoni Andrzej Łyko (né le 27 mai 1907 à Cracovie en Pologne et mort le 3 juin 1941 dans le camp de concentration d'Auschwitz, assassiné par les nazis) fut un joueur de football polonais.

## Biographie

### Club
Il joue en club dans des clubs de sa ville natale, tout d'abord au Rakowiczanka jusqu'en 1929. En 1930, il rejoint le Wisla Cracovie où il joue jusqu'en 1939, date du début de la guerre. Il a en tout inscrit 30 buts en 108 matchs.

### International
Avec l'équipe de Pologne, il participe à la coupe du monde 1938 en France, mais ne part finalement pas pour Strasbourg. 
Il ne joue que deux fois en international, deux matchs contre la Lettonie.
Membre de l'organisation de résistance Związek Walki Zbrojnej, il est arrêté par la Gestapo dans les rues de Cracovie, il est incarcéré dans le camp d'Auschwitz, où il est fusillé en juin 1941, à l'âge de 34 ans.